# طوني غارنت
طوني غارنت (بالإنجليزية: Tony Garnett)‏ هو كاتب ومنتج أفلام ومؤلف بريطاني، ولد في 3 أبريل 1936 في برمنغهام في المملكة المتحدة.

## وصلات خارجية
- طوني غارنت على موقع IMDb (الإنجليزية)
- طوني غارنت على موقع قاعدة بيانات الفيلم (الإنجليزية)